# Herwig Görgemanns
Herwig Görgemanns (* 2. September 1931 in Alpen) ist ein deutscher Altphilologe.

## Leben
Mit Beiträgen zur Interpretation von Platons Nomoi wurde Görgemanns 1959 in Klassischer Philologie an der Würzburg promoviert. Mit seiner Schrift Untersuchungen zu Plutarchs Dialog „De facie in orbe lunae“ habilitierte er sich 1965 an der Ruprecht-Karls-Universität Heidelberg, wohin er seinem Lehrer Franz Dirlmeier gefolgt war. 1967/1968 war Görgemanns Fellow am Center for Hellenic Studies der Harvard University; 1972 wurde er schließlich als Professor für Klassische Philologie an die Universität Heidelberg berufen und lehrte dort bis zu seiner Emeritierung 1997.
Der Schwerpunkt der wissenschaftlichen Arbeit Görgemanns' liegt auf dem Gebiet der griechischen Philosophie, insbesondere des Platonismus. Dabei äußerte er sich unter anderem über Platons Atlantis-Erzählung, in der er einen historischen Kern vermutet. Weitere Schwerpunkte sind Plutarch und Origenes sowie die griechische Tragödie. Er ist langjähriges und führendes Mitglied des Heidelberger Kirchenväterkolloquiums. Zusammen mit dem Kirchenhistoriker Heinrich Karpp (1908–1997) übersetzte er Peri archon / De principiis, „das faszinierendste Werk des Origenes, das bis heute die meiste Aufmerksamkeit auf sich zieht“ (Alfons Fürst).
Einer der Schüler Herwig Görgemanns' ist der Göttinger Plutarch-Forscher Rainer Hirsch-Luipold.

## Veröffentlichungen (Auswahl)
- Beiträge zur Interpretation von Platons Nomoi (= Zetemata. Heft 25). Beck, München 1960 (überarbeitete Fassung der Dissertation, Universität Würzburg 1959).
- Die »Schöpfung« der »Weisheit« bei Origenes. Eine textkritische Untersuchung zu De principiis Fr. 32. In: Studia patristica. Papers presented to the international conference on patristic studies 7 (= TU 92), 1966, S. 194–209.
- Untersuchungen zu Plutarchs Dialog „De facie in orbe lunae“ (= Bibliothek der klassischen Altertumswissenschaften. Band 33). Winter, Heidelberg 1970 (Habilitationsschrift, Universität Heidelberg 1965).
- Origenes: Vier Bücher von den Prinzipien (= Texte zur Forschung. Band 24). Hrsg., übersetzt, mit kritischen und erläuternden Anmerkungen versehen von Herwig Görgemanns und Heinrich Karpp. Wissenschaftliche Buchgesellschaft, Darmstadt 1976, ISBN 3-534-00593-7.
- Die griechische Literatur in Text und Darstellung. Band 3: Klassische Periode II (4. Jh. v. Chr.). Reclam, Stuttgart 1987, ISBN 3-15-008063-0. Neuauflage, ebenda 2014, ISBN 978-3-15-008063-4.
- Die griechische Literatur in Text und Darstellung. Band 5: Kaiserzeit. Reclam, Stuttgart 1988, ISBN 3-15-008065-7. Neuauflage, ebenda 2014, ISBN 978-3-15-008065-8.
- Platon. (Heidelberger Studienhefte zur Altertumswissenschaft) Winter, Heidelberg 1994, ISBN 3-8253-0203-2.
- Platon und die atlantische Insel. Die Entstehung eines Geschichtsmythos. In: Hellenische Mythologie: Vorgeschichte. Die Hellenen und ihre Nachbarn von der Vorgeschichte bis zur klassischen Periode. Tagung, 9.–11.12.1994, Ohlstadt, Oberbayern, Deutschland. DZA Verlag für Kultur und Wissenschaft, Altenburg 1996, S. 107–124.
- Wahrheit und Fiktion in Platons Atlantis-Erzählung. In: Hermes. Band 128, 2000, S. 405–420.
- Plutarch. Drei religionsphilosophische Schriften. Griechisch-deutsch. Übers. und hrsg. (Sammlung Tusculum) Artemis & Winkler, 2. Aufl. Düsseldorf 2009, ISBN 978-3-05-005483-4
- Plutarch, Dialog über die Liebe (Amatorius). Eingeleitet, übersetzt und mit interpretierenden Essays versehen. (SAPERE X) Mohr Siebeck, Tübingen 2011, ISBN 978-3-8252-3501-7
- mit Manuel Baumbach u. Helga Köhler, Griechische Stilübungen, Band 1 Übungsbuch zur Formenlehre und Kasussyntax. (Sprachwissenschaftliche Studienbücher) Winter, 3. aktualisierte Aufl. Heidelberg 2017, ISBN 978-3-8253-6737-4
- mit Manuel Baumbach u. Helga Köhler, Griechische Stilübungen, Band. 2 Übungsbuch zur Verbalsyntax und Satzlehre. (Sprachwissenschaftliche Studienbücher) Winter, Heidelberg 2010, ISBN 978-3-8253-5594-4
- Philologos Kosmos. Kleine Schriften zur antiken Literatur, Naturwissenschaft, Philosophie und Religion (Studien und Texte zu Antike und Christentum / Studies and Texts in Antiquity and Christianity 73), hg. von Rainer Hirsch-Luipold u. Manuel Baumbach. Mohr Siebeck, Tübingen 2013, ISBN 978-3-16-151840-9.